# Pay off
Pay off – door sommige scenaristen ook "foreshadowing" of "setup" genoemd – is een scenarioterm waarmee men de uitwerking van een eerder in het scenario 'geplant' effect bedoelt.
Een pay off wordt dus steeds voorbereid in een scène die soms lang voor de scène met de pay off plaatsvindt. Dat wat 'geplant' wordt noemt men de "plant". Het kan bijvoorbeeld gaan om een voorwerp dat in de loop van de film ergens gelegd wordt en later op het geschikte moment gevonden wordt, of om iets dat gezegd wordt en later een functie in het verhaal krijgt. Het is een techniek die vaak gebruikt wordt om spanning in het verhaal te brengen, of om dingen geloofwaardig te maken die later plaatsgrijpen. Als de kijker bijvoorbeeld niet weet dat de brave huisvrouw een vliegtuig kan besturen, dan zou het als een verrassing komen wanneer ze plots in een vliegtuig springt en ermee opstijgt om aan de bad guys te ontsnappen. Die gebeurtenis moet door de scenarioschrijver voorbereid worden door, vaak vrij achteloos, een hint te geven in een van de voorgaande scènes.

## Voorbeelden
In de eerste act van Aliens wordt duidelijk gemaakt dat Ripley (Sigourney Weaver) een combinatie lader / vorkheftruck kan bedienen. Deze grote machine is letterlijk een verlengstuk van haar armen en benen. Dat is de plant of setup. Aan het einde van de film gebruikt ze het om de grote moeder-alien te bestrijden. Dat is de pay off.
In een vroege scène in Ghost kijkt Sam Wheat (Patrick Swayze) naar het verslag van een luchtvaartramp op televisie en verzucht hoe plots het leven toch kan eindigen. Later vertelt hij Molly (Demi Moore) over zijn angst: elke keer dat er iets goeds gebeurt in zijn leven, gebeurt er ook iets ergs. Dit is een voorafschaduwing van zijn naderende dood, de 'plant' in het scenario.